# Formación Aisol
La Formación Aisol es una unidad estratigráfica de edad Miocena compuesta por areniscas muy finas a medianas que fue definida como tal por González Díaz. Su localidad tipo se ubica en la margen izquierda del arroyo Seco de La Frazada, al sur del embalse Valle Grande, en San Rafael, Mendoza (Argentina).

## Distribución areal y relaciones estratigráficas
Son exiguos los afloramientos atribuidos a esta unidad. El principal es el de la localidad tipo, al sur del cañón del Atuel, que se desarrolla desde la falla al este del dique Valle Grande, es atravesado por el Arroyo Seco de La Frazada, continúa al suroeste, bordea el cerro Aisol y desde allí se extiende con mayor amplitud hasta el cerro El Nihuil.
La posición de estas sedimentitas generalmente es subhorizontal. Se apoyan directamente sobre la antigua superficie de erosión (peniplanicie) labrada sobre rocas paleozoicas y triásicas. Así, lo hacen sobre la Formación El Imperial en la parte sur del cañón de Atuel, y sobre las volcanitas del Grupo Choiyoi al sur del río Atuel. Están cubiertas en discordancia erosiva por los basaltos del Grupo Chapua, en el cerro Aisol, y por acumulaciones eólicas y aluviales en el resto de los afloramientos.

## Litología
La unidad está conformada por una sucesión de areniscas limosas de grano fino a mediano, con tonos rosados a amarillentos, pardos y blanquecinos, bien estratificadas, que suelen presentarse en bancos masivos y con sedimentación entrecruzada. Por lo general son calcáreas, con muñecos de carbonato de calcio. Está compuesta por granos de feldespato potásico, microclino, plagioclasa ácida, hornblenda parda, cuarzo, hipersteno, biotita y fragmentos líticos. Suele hallarse vidrio volcánico y restos de diatomeas. Los granos son angulosos y subangulosos. La fuente de procedencia se infiere que fueron rocas ígneas, en particular volcanitas mesosilícicas. Es común la existencia de un banco de material cinerítico intercalado en las areniscas. Se estima un espesor máximo de alrededor de 150 m.

## Paleontología
En la zona del cerro Aisol y en la localidad tipo se han encontrado abundantes vertebrados y fragmentos de troncos.

Se han reconocido tres secciones de la Formación Aisol, con fósiles de vertebrados en la sección inferior y media. La asociación faunística de la sección inferior incluye, entre otros una especie de Anura, dos especies indeterminadas de Chelonoidis (Testudinidae), Phorusrhacidae, Mylodontidae, Glyptodontidae, Propalaeohoplophorinae, Hegetotheriidae, Protypotherium, Interatheriidae, Macraucheniidae y Chinchillidae. Por otro lado, la asociación faunística de la sección media incluye entre otros Sparassocynidae, Hegetotheriidae, Abrocomidae y Ctenomyidae.

## Edad
La edad procede de la determinación de los restos de la fauna de vertebrados que contiene. Soria mostró la presencia de grupos post Edad Mamífero Santacrucense y otros pre Edad Mamífero Chasiquense, con supremacía de los de Edad Mamífero Friasense (Mioceno medio) en la que todos los taxa quedan comprendidos.
Forasiepi et al. determina a partir del contenido de fósiles vertebrados, al menos dos secciones con edades distintas. La asociación faunística de la sección inferior (LS) sugiere una edad Mioceno Medio, y la asociación de la sección media indica, al menos, una edad Mioceno Tardío.

## Ambiente
La observación de las estructuras sedimentarias y del contenido paleontológico demuestran que se trata de un ambiente de llanura aluvial,  donde habría prosperado vegetación arbórea no muy cerrada de tipo parque, hecho que está corroborado por las piezas de vertebrados que contiene entre los que figuran reptiles (?), aves y mamíferos. Esto implicaría un clima de tipo subtropical durante la depositación de los sedimentos que conforman la unidad.

## Historia geológica
Tras un largo período de erosión y peniplanización de la región en donde fueron labradas las rocas paleozoicas de la Formación El Imperial y las volcanitas triásicas del Grupo Choiyoi, se depositan en el Mioceno las sedimentitas de la Formación Aisol, las que se consideran fueron afectadas por la Fase Quéchuica del ciclo Ándico. Continúa sobre esta unidad, el vulcanismo basáltico del Grupo Chapúa y los depósitos eólicos y fluviales del Pleistoceno superior-Holoceno.